# Tatsunosuke Yamazaki
Tatsunosuke Yamazaki (山崎 達之輔, Yamazaki Tatsunosuke) (19 juin 1880 - 15 mars 1948) est un homme politique et ministre japonais. Son frère, Iwao Yamazaki, est également politicien et ministre, et son neveu, Heihachiro Yamazaki, est plus tard un membre important du parti libéral-démocrate.

## Biographie
Yamazaki est né à Ōkawa dans la préfecture de Fukuoka. Il sort diplômé de la faculté de droit de l'université impériale de Kyoto en 1906 puis travaille au bureau du gouverneur-général de Taïwan, puis comme bureaucrate au ministère de l'Éducation. En 1924, il est élu à la chambre des représentants du Japon comme candidat indépendant aux élections législatives japonaises de 1924, mais rejoint le parti Rikken Seiyūkai l'année suivante. Il est réélu lors des élections de 1928, 1930, et 1932. En 1934, contrairement aux directives du Rikken Seiyūkai, il rejoint le gouvernement de Keisuke Okada comme ministre de l'Agriculture et des Forêts et est immédiatement expulsé du parti. En réponse, Yamazaki forme le petit parti Shōwakai, avec Tokonami Takejirō en 1935, et est de nouveau réélu aux élections législatives japonaises de 1936.
En février 1937, Yamazaki est re-nommé ministre de l'Agriculture et des Forêts dans le gouvernement de Senjūrō Hayashi et est en même temps Ministre des Communications pendant une semaine. Il est de nouveau réélu aux élections législatives japonaises de 1937. L'une des conditions imposées par Hayashi est que Yamazaki renonce à son affiliation politique.
En 1938, Yamazaki retourne au Rikken Seiyūkai mais dans la faction de réforme de Chikuhei Nakajima. En 1940, il est l'un des membres fondateurs de la ligue des membres de la diète menant la guerre sainte et soutient la création d'un État à parti unique avec l'association de soutien à l'autorité impériale, servant comme chef politique, chef des affaires en cours, et finalement comme vice-président. Il est réélu pour une septième fois en 1942.
Dans le gouvernement de Hideki Tōjō, Yamazaki est re-nommé ministre de l'Agriculture et des Forêts, et il devient en janvier 1942 le premier ministre du nouveau ministère de l'Agriculture et du Commerce. Après la capitulation du Japon, il est l'un des membres fondateurs de l'éphémère parti progressiste japonais.
Cependant, en 1946, il est purgé du service public par les forces d'occupation américaines et meurt en 1948.